# Carbonato de manganeso
El carbonato de manganeso es un compuesto con la fórmula química MnCO3. El carbonato de manganeso se encuentra de forma natural como el mineral rodocrosita, pero se produce típicamente de forma industrial. Es un sólido de color rosa pálido, insoluble en el agua. En 2005 se produjeron aproximadamente 20.000 toneladas métricas.

## Estructura y producción
El MnCO3 adopta una estructura como la calcita, consistente en iones de manganeso(II) en una geometría de coordinación octaédrica.
El tratamiento de las soluciones acuosas de nitrato de manganeso (II) con amoníaco y dióxido de carbono conduce a la precipitación de este sólido ligeramente rosado. El producto secundario, el nitrato de amonio, se utiliza como fertilizante.

## Reacciones y usos
El carbonato es insoluble en el agua pero, como la mayoría de los carbonatos, se hidroliza al ser tratado con ácidos para dar sales solubles en agua.
El carbonato de manganeso se descompone con la liberación de dióxido de carbono, es decir, se calcina, a 200 °C para dar MnO1,88:
   MnCO3 + 0,44 O2 → MnO1,8 + CO2
Este método se emplea a veces en la producción de dióxido de manganeso, que se utiliza en las baterías de pilas secas y para las ferritas.
El carbonato de manganeso se utiliza ampliamente como aditivo en los fertilizantes de las plantas para curar los cultivos con deficiencia de manganeso. También se usa cerámica como colorante y fundente de esmaltes, y en tintes para hormigón.
Se utiliza en medicina como hematínico. 

## Toxicidad
El envenenamiento por manganeso, también conocido como manganismo, puede ser causado por una exposición prolongada al polvo o a los humos de manganeso.  